# Tragreff
Ein Tragreff (in der Schweiz auch Tragrefli genannt) bezeichnet eine Rückentrage, die auf der Alm von den Sennern und Bergbauern benutzt wird, und die an Gurten auf dem Rücken getragen dem Transport von Gegenständen dient. Es wurde früher in der Schweiz von den historischen Weissküfern hergestellt. Die Wortzusammensetzung des Begriffes Tragreff, Tragrefli leitet sich von «tragen» und von «reffen» (aufbinden, zusammenpacken, bündeln) ab, «refli» ist das Diminutiv im Schweizerdeutsch.
Ein Tragreff besteht im Wesentlichen aus einem horizontalen Tragbrett, das an einem aufwärts gehenden senkrechten kunstvoll verzierten anderen Brett aus hellem Ahorn- oder Fichtenholz befestigt ist, an dem die von Hand geflochtenen Tragbänder angebracht werden.
Im bairischen Deutsch wird es auch Kraxe genannt; allerdings weichen die Bauformen ab.